# Ceamurlia de Jos
Ceamurlia de Jos è un comune della Romania di 2 485 abitanti, ubicato nel distretto di Tulcea, nella regione storica della Dobrugia.
Il comune è formato dall'unione di 2 villaggi: Ceamurlia de Jos e Lunca.
Ceamurlia de Jos è tristemente famoso per essere stata la prima località della Romania in cui venne rilevato il virus dell'influenza aviaria il 7 ottobre 2005; per contenere il contagio nel comune vennero uccisi quasi 19.000 volatili.